# Người Iceland
Người Iceland (tiếng Iceland: Íslendingar) là một dân tộc German, bản địa Iceland, với ngôn ngữ dân tộc là tiếng Iceland.
Ngày 17 tháng 6 năm 1944, khi nước cộng hòa Iceland được thành lập, người Iceland đã có sự độc lập khỏi nền quân chủ Đan Mạch. Họ nói tiếng Iceland, một ngôn ngữ German Bắc, và đa phần theo giáo hội Luther. Những nghiên cứu di truyền và lịch sử đã cho thấy 60 tới 80% người người khai hoang có nguồn gốc Bắc Âu (chủ yếu từ Tây Na Uy), phần còn lại đến từ người Celt tại Ireland và Scotland.